# Lobocleta magniferaria
Lobocleta magniferaria là một loài bướm đêm trong họ Geometridae.